# Ophrys tenthredinifera
Ophrys tenthredinifera  (лат.) — вид однодольных растений рода Офрис (Ophrys) семейства Орхидные (Orchidaceae).
Это травянистое растение высотой от 5 до 25 см, прикорневые листья яйцевидно-ланцетные, в розетке. Прицветники крупные розовые. Соцветие состоит из 2—10 цветков. Лепестки меньше и темнее[как?], в форме сердца, опушенные. Губа жёлто-коричневая, светлее на краю[где?].
Цветёт в Северной Африке с февраля по март, в Средиземноморье — с середины марта по май.
Родина вида — средиземноморский регион от Португалии и Марокко до Турции. Растёт на лугах, гаригах, в кустарниках и лесах на карбонатных песчаниках и известняках на высоте до 850—1100 метров над уровнем моря.

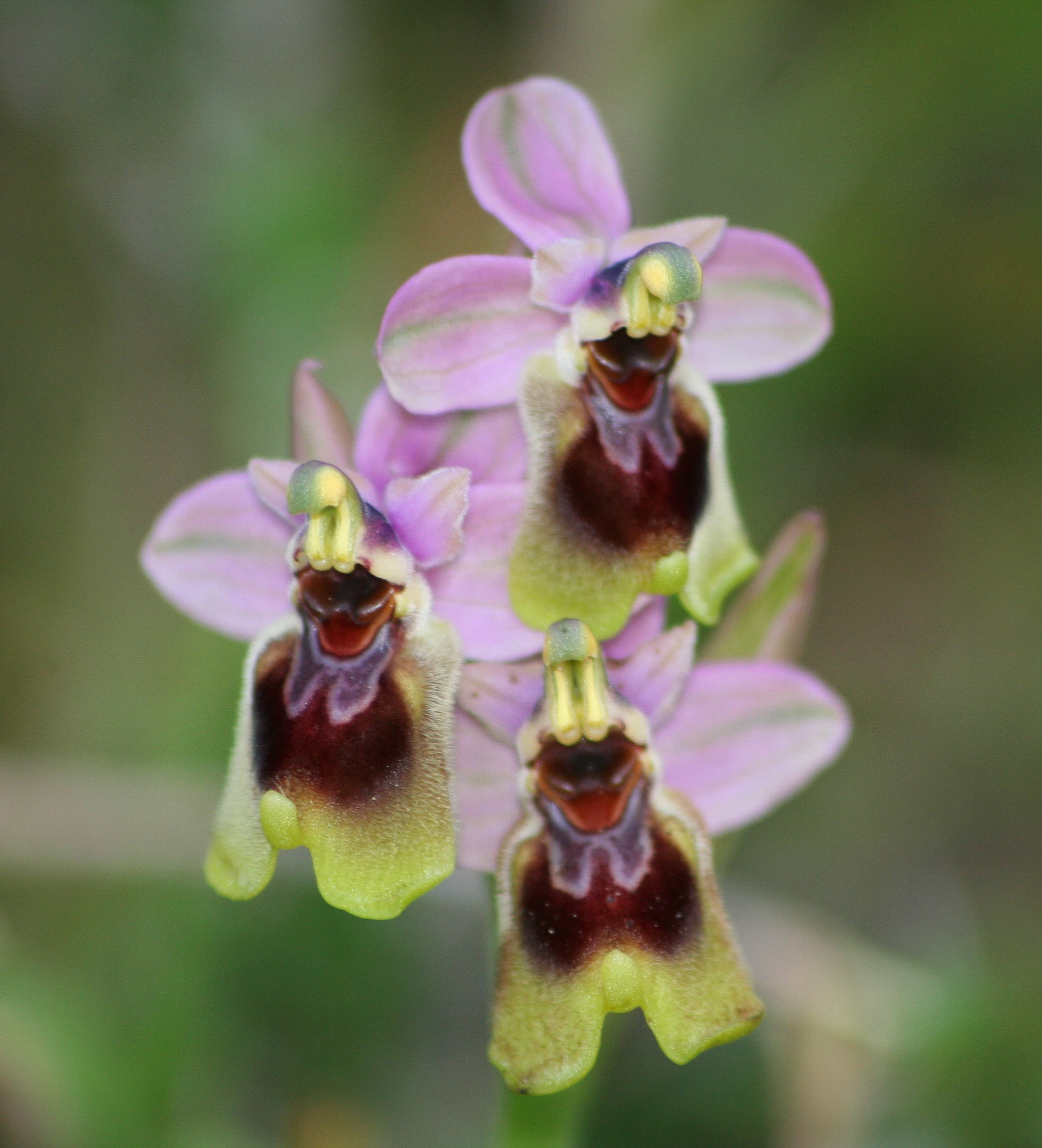
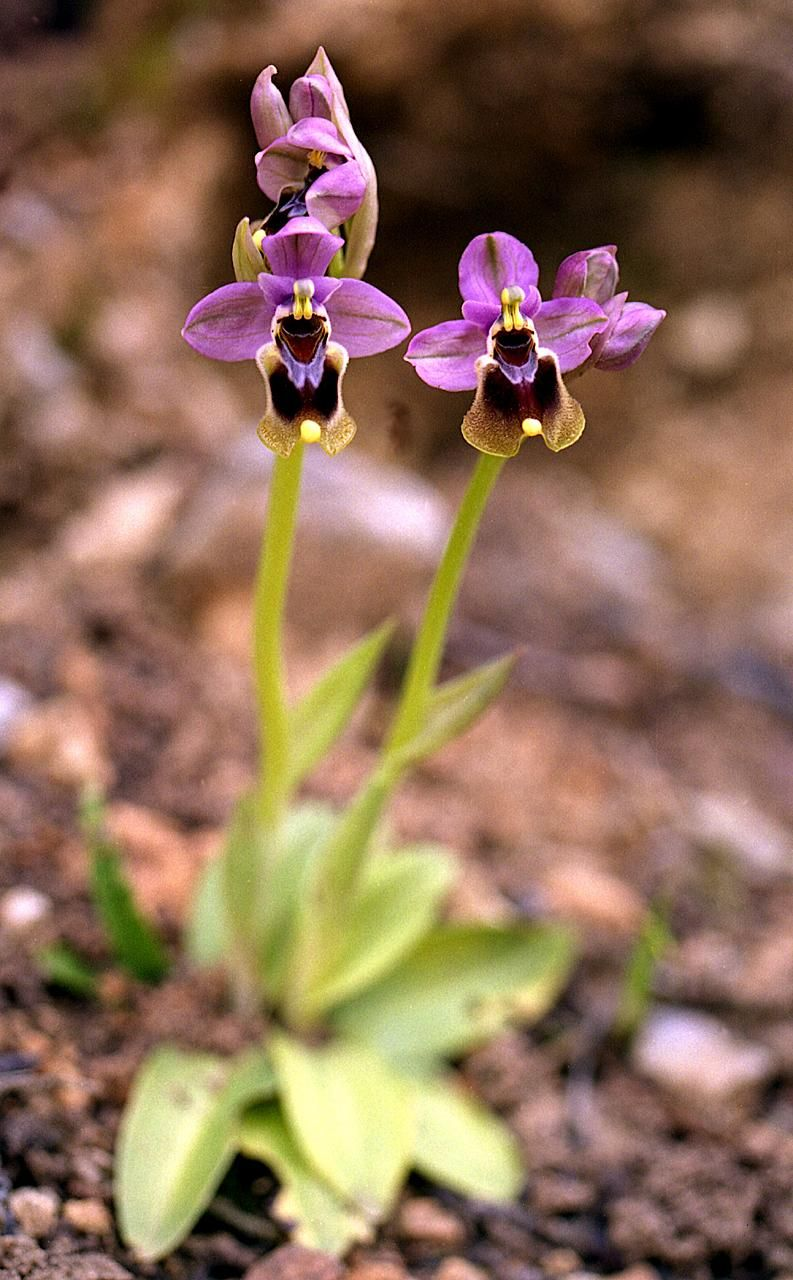
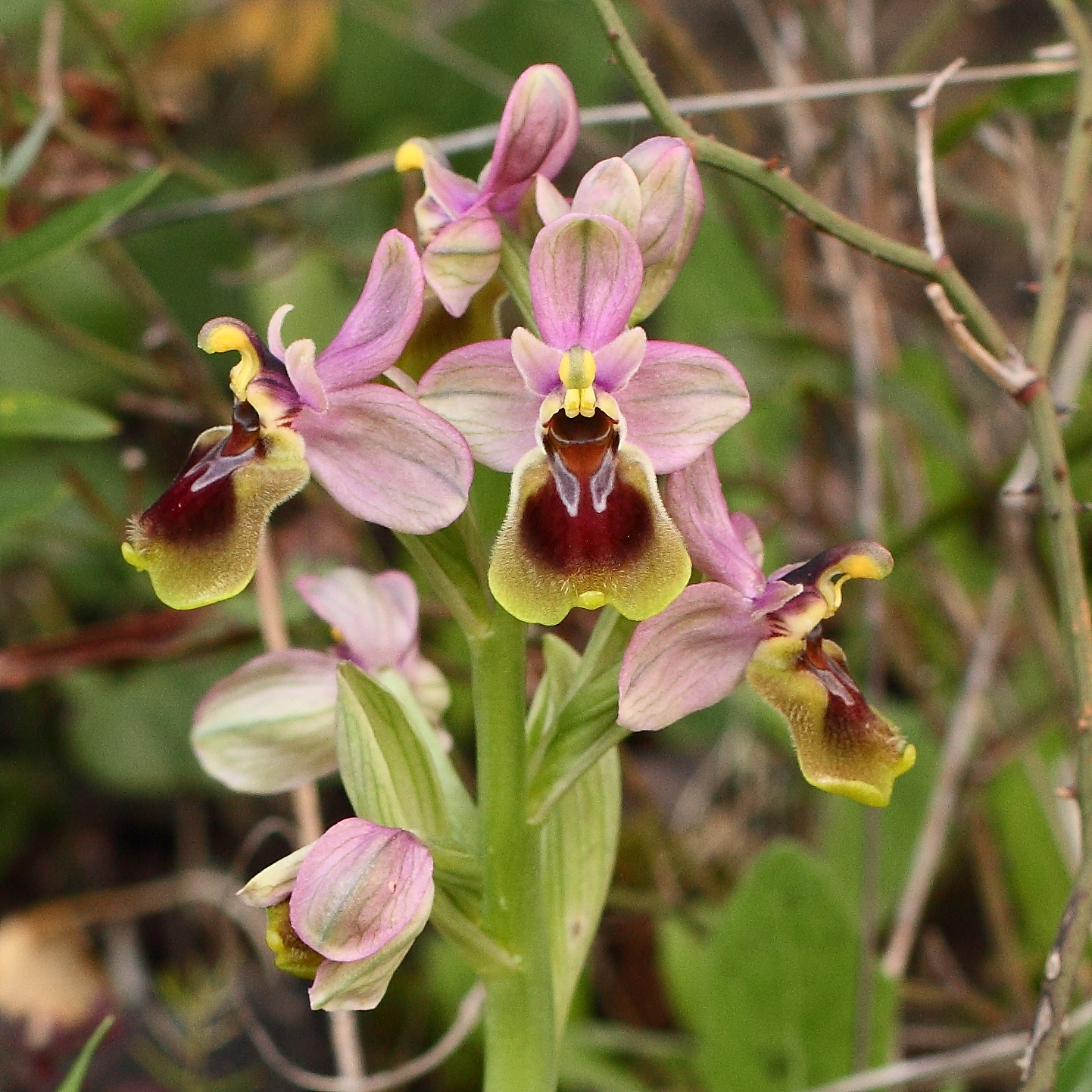
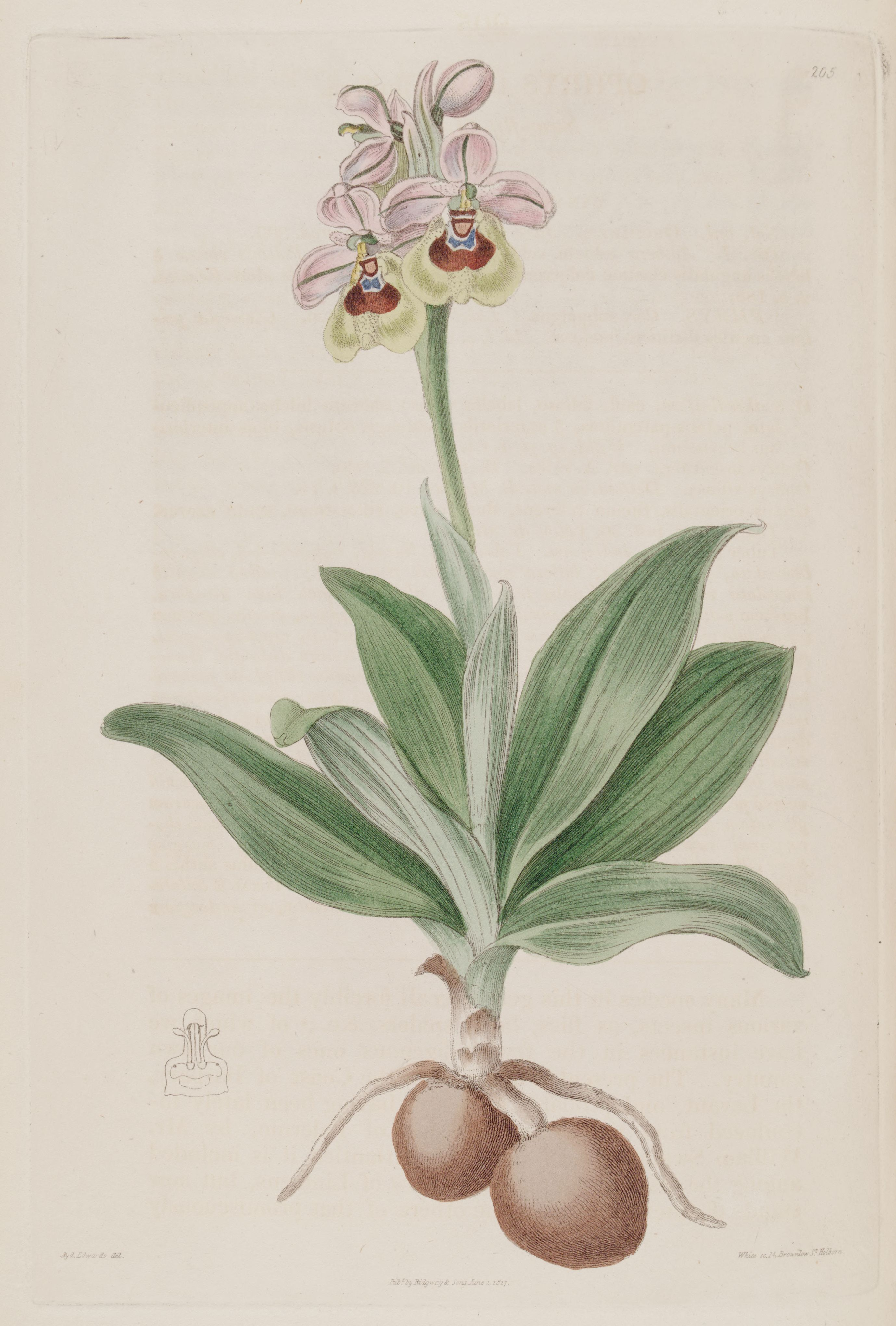